# Conover (Carolina del Norte)
Conover es una ciudad ubicada en el condado de Catawba en el estado estadounidense de Carolina del Norte. La localidad en el año 2000, tenía una población de 7.461 habitantes en una superficie de 26.5 km², con una densidad poblacional de 249.2 personas por km².

## Geografía
Conover se encuentra ubicada en las coordenadas 35°42′40″N 81°13′11″O / 35.71111, -81.21972. Según la Oficina del Censo, la localidad tiene un área total de 26,5 km² (10,2 mi²), de la cual 26,5 km² (10,2 mi²) es tierra y 0 km² (0 mi²) (0.0%) es agua.

### Localidades adyacentes
El siguiente diagrama muestra a las localidades en un radio de 12 kilómetros (7,5 mi) de Conover.

## Demografía
En el 2000 la renta per cápita promedia del hogar era de $37.583, y el ingreso promedio para una familia era de $44.681. El ingreso per cápita para la localidad era de $19.985. En 2000 los hombres tenían un ingreso per cápita de $31.250 contra $25.581 para las mujeres. Alrededor del 12.20% de la población estaba bajo el umbral de pobreza nacional.